# أوراس تينكينين
توبي أوراس كالفي تينكينين (بالفنلندية: Topi Oras Kalevi Tynkkynen) ( ولد في 25 سبتمبر 1977) كان عضوا في البرلمان الفنلندي، عن الرابطة الخضراء بين عامي 2004 و 2015. و رئيس كتلة الخضر البرلمانية في عام 2013. وخدم كمستشار في سياسة المناخ لرئيس الوزراء الفنلندي ماتي فانهانن بين عامي 2007 و2011. وهو عضو في مجلس مدينة تامبيري منذ عام 2001 وهو ناشط بيئي. كما شغل عدة مناصب في كثير من المنظمات الأخرى، مثل أصدقاء الأرض فنلندا. أصبح أوراس تينكينين عضوا في البرلمان في عام 2004 كبديل عن ساتو هاسي والتي تركت مقعدها بعد انتخابها في البرلمان الأوروبي. وقد انتخب مباشرة للبرلمان في الانتخابات البرلمانية عام 2007، وأعيد انتخابه مرة أخرى في الانتخابات البرلمانية عام 2011. ترشح تينكينين للانتخابات البرلمانية الأوروبية 2014 ولكنه لم يفز فيها. قرر عدم إعادة الترشح في الانتخابات البرلمانية الفنلندية 2015. وعاد وترشح في الانتخابات البرلمانية الفنلندية 2019، ولكنه لم يفز بمقعد فيها.
ولد تينكينين في يوفاسكولا، فنلندا. تخرج من قسم الصحافة والإعلام من جامعة تامبيري. منذ سن 14، وهو ناشط في المنظمات البيئية والتنموية. وهو عضو مؤسس لجمعية أصدقاء الأرض في فنلندا، وكان نائب لرئيس المنظمة في عام 1996 و 1997 وربيع عام 2004. وقد كتب تينكينين مقالات في العديد من الصحف وكان مراسلًا لأخبار إذاعة أوليسراديو. غالبًا ما تركز كتاباته على المساواة والبيئة، وخاصة تغير المناخ.

## الحياة الخاصة

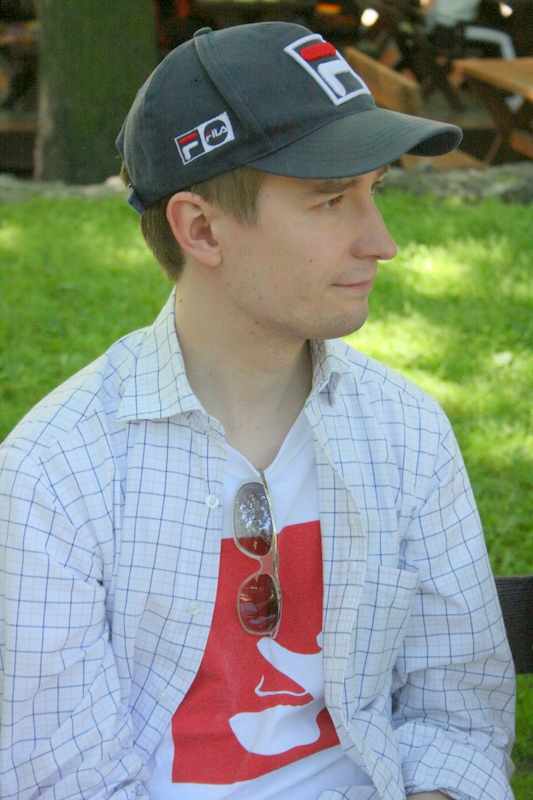
أوراس تينكينين في مسيرة فخر ريغا للمثليين في صيف 2007.

تينكينين هو أول عضو في برلمان فنلندا مثلي الجنس علنا، لكن انضم إليه منذ ذلك الحين آخرون، مثل ياني تيفولا وسيلفيا موديغ، وماركو روسي، وسيباستيان تينكينين، وبيكا هافيستو. وهو يستمتع في أوقات فراغه بالرياضة والقراءة والموسيقى الإلكترونية والسفر.
في 19 سبتمبر 2013، أثار جدلاً وانتقده رئيس البرلمان إيرو هاينلوما (عنالحزب الاشتراكي الديمقراطي الفنلندي) بسبب ارتدائه ربطة عنق بلون قوس قزح في البرلمان الفنلندي وتوضيح آرائه حول السياسة الروسية، على الرغم من أن السياسة كان يجب تجنبها في جلسة برلمانية حضرها نواب برلمانيين روس.